# Мері і Тім
«Мері і Тім» (англ. Mary & Tim) — американський телефільм 1996 року у жанрі мелодрами. У головних ролях Кендіс Берген і Том Маккарті. Римейк фільму «Тім» (1979), екранізації однойменного роману (1974) австралійської письменниці Колін Маккалоу.

## Сюжет
Історія кохання немолодої вдови Мері Гортон і розумововідсталого молодика Тіма Мелвілла.

## У ролях
| Актор           | Роль             |
| --------------- | ---------------- |
| Кендіс Берген   | Мері Гортон      |
| Том Маккарті    | Тім Мелвілл      |
| Річард Кайлі    | Рон Мелвілл      |
| Луїза Летем     | Форбсі           |
| Келлі Вільямс   | Джастіна Мелвілл |
| Дебра Муні      | Делі             |
| Шон О'Браян     | Стівен           |
| Ширлі Найт      | Естер Мелвілл    |
| Розмарі Дансмор | Бет Вілліс       |
| Майкл Олдрідж   | Стів Майклс      |
| Ед Іванко       | Девід Гутман     |
| Девід Фабриціо  | Брейді           |
| Вілл Паркер     | Келеган          |
| Роджер Рук      | Джон Вілліс      |
| Бретт Вагнер    | Гендерсон        |